# Nicolas Briot
Nicolas Briot (Damblain, 1579 – Londra, 24 dicembre 1646) è stato un medaglista e inventore francese, figlio di Didier Briot e nipote del capostipite della famiglia di medaglisti, François Briot.
Nicolas Briot è il membro più noto della famiglia, in particolare tra i numismatici. Eccelse in diverse attività, prevalentemente legate alla realizzazione delle monete. La sua vita fu tormentata e difficile, dovendo combattere contro i corporativismi e la rigidità dei mestieri nelle zecche oltre ad avversità date dalle situazioni politiche dell'epoca.

## Vita
Sposò Pauline Nisse che morì nel 1608, lasciandolo solo con il figlio Philippe Briot. In seguito si sposò con Esther Pétau, da cui ebbe un figlio, Jacques Briot ed una figlia, Esther Briot. Briot è morto in Inghilterra la vigilia di natale del 1646 ed è stato inumato a Londra il giorno successivo.

### Inizi come incisore (1599-1606)
Si trova a Langres nel 1599 dove incide il ritratto di Jean Roussat, luogotenente del re. Nel 1601 incide il ritratto di Jean Bauhin, un botanico e medico di Montbéliard.
Grazie ai rapporti nati a Langres, nonostante sia protestante -ma l'editto di Nantes lo permette-, si trasferisce a Parigi 1605 come incisore di stampe. Frequenta la società intellettuale ed incide qualche ritratto. Diviene però più noto come incisore di medaglie e di monete, e come meccanico. Lavora presso l'incisore della zecca, controllando la fabbricazione dei coni che servono a battere le monete del regno.

### Incisore del Regno di Francia (1606-1625)
L'incisore capo, senza eredi, gli lascia il suo incarico nel 1606. Incide allora delle prove di moneta con l'immagine del re Enrico IV; in seguito delle medaglie del giovane re Luigi XIII alla sua ascesa al trono e alla sua incoronazione. Incide anche dei conii di monete ed entra in conflitto con i controllori della zecca. Comunque nel 1611, viene nominato "imprimeur en taille douce et graveur des marques et effigies des monnaies de France" (incisore di stampe e incisore dei coni e delle effigi delle monete di Francia).
Contemporaneamente a Charleville incide, assieme al padre che aveva ottenuto in appalto la coniazione delle monete del duca di Nevers, Carlo di Gonzaga-Nevers, le immagini del principe dal 1608 a 1611, ed in seguito quelle del duca di Bouillon a Sedan dal 1612 al 1614. In questi lavori inizia ad utilizzare dei macchinari che erano presenti nei diversi stati dell'impero.
Diventa anche incisore generale del duca di Lorena, cui fornisce di presse a rulli provenienti da Norimberga, e suo zio François Briot ne installa una a Montbéliard.
Cerca di generalizzare la monetazione meccanica in Francia, dove solo alcune monete e medaglie erano allora battute con questa tecnica a Parigi. Ma si scontra con il conservatorismo della cour des monnaies, l'organo di controllo della monetazione in Francia, che era refrattaria a tutte le innovazioni che mettevano in discussione la propria routine di funzionamento e con il corporativismo dei lavoratori della monetazione al martello. Contemporaneamente gli viene vietato di lavorare per dei principi stranieri. Questi conflitti durarono più di dieci anni, con degli episodi più o meno favorevoli. Ottiene comunque l'appalto delle fabbricazione delle monete. Con delle lettera patenti del 2 maggio 1623, ottiene tempo fino all'aprile 1625 per dimostrare la superiorità del proprio sistema. Ma le difficoltà non cessano e finalmente abbandona la Francia per l'Inghilterra nel 1625, seguito da due dei suoi allievi.

### Incisore capo della zecca di Londra (1628-1634)
Dopo alcuni lavori per la corona viene introdotto assai rapidamente alla zecca. Più apprezzato che in Francia, è assunto nel 1628 e nel 1633 è nominato "incisore capo della zecca" incaricato dei coni di sua maestà. Nel 1630, il re Carlo I gli concede quasi il monopolio per la fabbricazione delle medaglie. Può installare i propri macchinari alla Torre di Londra, dove è situata la prima zecca inglese. Nel 1635, è nominato anche direttore della fabbricazione delle monete scozzesi, incarico preso assieme al genero John Falconer, marito di Esther, e risiede per un certo tempo ad Edimburgo. In seguito scoppia la guerra civile, con il rovesciamento del re. Gira per la Gran Bretagna, si reca a York, dove esegue dei coni per il re, poi a Oxford nel tentativo di salvare i propri macchinari.

### Una fine tormentata (1641-1646)
Briot soggiornò per un breve periodo in Francia tra il 1641 ed il 1645 ed inviò dei macchinari a suo fratello Isaac Briot a Parigi. Quest'ultimo infine fu incaricato, dopo più di quindici anni di rifiuti opposti al fratello, dalla corte di Francia di battere le monete sotto la direzione di Jean Warin.
Nicolas Briot morì la vigilia di Natale del 1646. La corona d'Inghilterra era in debito di molto denaro con la vedova, che fu posta nella lista dei creditori per la somma di 3 000 £ alla restaurazione della monarchia degli Stuart.